# Слепые кулаки Брюса
«Слепые кулаки Брюса» (кит. 盲拳鬼手, англ. Blind Fist of Bruce) — гонконгский фильм с боевыми искусствами режиссёра Кам Поу, вышедший в 1979 году.

## Сюжет
Ип Тхиньлун — преуспевающий владелец банка. Однажды он проигрывает свой бизнес воровской банде мастеров боевых искусств. Отчаянный Тхиньлун просит старика Тоу принять его в ученики по кунг-фу, так как его прошлые учители на самом деле ничего не умели. После долгих уговоров слепой Тоу берёт парня в ученики и учит его стилю «Слепой кулак, призрачные руки». Интрига продолжает расти, когда выясняется, что глава банды мастеров — Чхёнь Тайхун, бывший ученик слепого мастера, который после изгнания из школы ослепил своего престарелого учителя. После нескольких драк, Тоу и Тхиньлун противостоят Тайхуну и его людям в смертельной схватке.

## В ролях
| Актёр        | Роль            |
| ------------ | --------------- |
| Юнь Сиутхинь | старик Тоу      |
| Брюс Лай     | Ип Тхиньлун     |
| Тайгер Ён    | Чхёнь Тайхун    |
| Мег Лам      | Хун-хун         |
| Цзян Дао     | Хо Фувай        |
| Чэнь Лоу     | учитель кунг-фу |
| Брюс Тхон    | командир Тхон   |

## Съёмочная группа
- Компания: Kam Bo Motion Picture Co.
- Продюсер: Лук Пон
- Исполнительный продюсер: Лук Сиуи
- Режиссёр: Кам Поу
- Сценарист: Ён Вай
- Постановка боевых сцен: Лиу Хокмин
- Монтажёр: Тхон Куонъянь
- Грим: Чхой Сиучань
- Оператор: Ли Ютан
- Композитор: Эдди Ван

## Технические данные
- Язык: кантонский
- Продолжительность: 92 мин, 94 мин (DVD)
- Изображение: цветной
- Плёнка: 35 мм.
- Формат: 2,35:1.
- Звук: моно